# Gustaf Nilsson
Håkan Gustaf Nilsson (Falkenberg, 23 mei 1997) is een Zweeds voetballer die sinds juli 2024 uitkomt voor Club Brugge.

## Clubcarrière
Nilsson kreeg zijn jeugdopleiding bij het Zweedse Falkenbergs FF, waar hij op 17-jarige leeftijd doorbrak bij de eerste ploeg. Medio 2016 tekende de aanvaller een contract bij het Deense Brøndby IF, maar dat werd geen succes. Op het einde van het seizoen 2015/16 bij Falkenbergs liep de jonge Zweed een voetbreuk op, waardoor hij in zijn eerste halfjaar in Denemarken in de lappenmand lag. Tijdens zijn herstel werd een nieuwe hoofdtrainer aangetrokken, die geen heil zag in zijn speelwijze als spits. Ook bij andere clubs - Silkeborg IF, Vejle BK, BK Häcken - was zijn spelersloopbaan vaak wisselvallig door constante kwetsuren.
Begin 2021 vertrok Nilsson naar SV Wehen Wiesbaden in de Duitse derde klasse 3. Liga. Daar werd de Zweedse spits opgemerkt door de Belgische vicekampioen Union Sint-Gillis, dat hem in in juli 2022 een driejarig contract met optie op een extra jaar gaf. In zijn eerste seizoen in België had hij nog een statuut van invaller om het seizoen daarop helemaal door te breken. In 2024 won hij met Union de Beker van België en werd de Brusselse club alweer vicekampioen mede dankzij zijn 17 goals. Zijn prestaties bezorgden Nilsson na dat seizoen een toptransfer naar de Belgische landskampioen Club Brugge, dat zes miljoen euro - plus bijna 1 miljoen aan eventuele bonussen - betaalde en hem een contract tot medio 2028 gaf.

## Clubstatistieken
| Seizoen | Club              | Land                | Competitie         | Competitie | Competitie | Beker | Beker | Europees | Europees | Totaal | Totaal |
| Seizoen | Club              | Land                | Competitie         | Wed.       | Dlp.       | Wed.  | Dlp.  | Wed.     | Dlp.     | Wed.   | Dlp.   |
| ------- | ----------------- | ------------------- | ------------------ | ---------- | ---------- | ----- | ----- | -------- | -------- | ------ | ------ |
| 2014    | Falkenbergs FF    | Vlag van Zweden     | Allsvenskan        | 5          | 1          | 1     | 1     | —        | —        | 6      | 2      |
| 2015    | Falkenbergs FF    | Vlag van Zweden     | Allsvenskan        | 23         | 8          | 0     | 0     | —        | —        | 23     | 8      |
| 2016    | Falkenbergs FF    | Vlag van Zweden     | Allsvenskan        | 5          | 1          | 3     | 1     | —        | —        | 8      | 2      |
| 2016/17 | Brøndby IF        | Vlag van Denemarken | Superligaen        | 11         | 1          | 3     | 0     | 0        | 0        | 14     | 1      |
| 2017/18 | → Silkeborg IF    | Vlag van Denemarken | Superligaen        | 31         | 8          | 5     | 2     | —        | —        | 36     | 10     |
| 2018/19 | Vejle BK          | Vlag van Denemarken | Superligaen        | 21         | 2          | 1     | 2     | —        | —        | 22     | 4      |
| 2019    | BK Häcken         | Vlag van Zweden     | Allsvenskan        | 11         | 1          | 0     | 0     | —        | —        | 11     | 1      |
| 2020    | BK Häcken         | Vlag van Zweden     | Allsvenskan        | 8          | 1          | 2     | 0     | —        | —        | 10     | 1      |
| 2020    | → Falkenbergs FF  | Vlag van Zweden     | Allsvenskan        | 6          | 0          | 0     | 0     | —        | —        | 6      | 0      |
| 2020/21 | Wehen Wiesbaden   | Vlag van Duitsland  | 3. Liga            | 14         | 3          | 3     | 3     | —        | —        | 17     | 6      |
| 2021/22 | Wehen Wiesbaden   | Vlag van Duitsland  | 3. Liga            | 30         | 14         | 2     | 0     | —        | —        | 32     | 14     |
| 2022/23 | Wehen Wiesbaden   | Vlag van Duitsland  | 3. Liga            | 1          | 1          | 0     | 0     | —        | —        | 1      | 1      |
| 2022/23 | Union Sint-Gillis | Vlag van België     | Jupiler Pro League | 30         | 5          | 5     | 3     | 9        | 2        | 44     | 10     |
| 2023/24 | Union Sint-Gillis | Vlag van België     | Jupiler Pro League | 35         | 16         | 4     | 0     | 10       | 1        | 49     | 17     |
| 2024/25 | Club Brugge       | Vlag van België     | Jupiler Pro League | 14         | 6          | 3     | 1     | 2        | 0        | 19     | 7      |
| Totaal  | Totaal            | Totaal              | Totaal             | 245        | 68         | 32    | 13    | 21       | 3        | 298    | 84     |

Bijgewerkt op 18 januari 2025.

## Interlandcarrière
Nilsson maakte op 7 januari 2018 zijn interlanddebuut voor Zweden: in een vriendschappelijke interland tegen Estland (1-1-gelijkspel) werd hij na 73 minuten gewisseld. Vier dagen later scoorde Nilsson als invaller het enige doelpunt in de 1-0-zege van Zweden tegen een Deense formatie van spelers uit de Superligaen.
In maart 2024 werd Nilsson na een afwezigheid van zes jaar nog eens opgeroepen voor Zweden: bondscoach Jon Dahl Tomasson riep hem op voor de oefeninterlands tegen Portugal en Albanië op 21 en 25 maart. Op 21 maart 2024 legde Nilsson in Guimarães als invaller de 5-2-eindscore vast.
| Interlands van Gustaf Nilsson    | Interlands van Gustaf Nilsson | Interlands van Gustaf Nilsson | Interlands van Gustaf Nilsson | Interlands van Gustaf Nilsson | Interlands van Gustaf Nilsson | Interlands van Gustaf Nilsson |
| No. 1690 + 300                   | Datum                         | Wedstrijd                     | Uitslag                       | Soort Wedstrijd               | Doelpunten                    |                               |
| Als speler bij Silkeborg IF      | Als speler bij Silkeborg IF   | Als speler bij Silkeborg IF   | Als speler bij Silkeborg IF   | Als speler bij Silkeborg IF   | Als speler bij Silkeborg IF   | Als speler bij Silkeborg IF   |
| -------------------------------- | ----------------------------- | ----------------------------- | ----------------------------- | ----------------------------- | ----------------------------- | ----------------------------- |
| 1.                               | 7 januari 2018                | Estland – Zweden              | 1 – 1                         | Vriendschappelijk             | -                             |                               |
| 2.                               | 11 januari 2018               | Zweden – Denemarken           | 1 – 0                         | Vriendschappelijk             | 90+3'                         |                               |
| Als speler bij Union Sint-Gillis |                               |                               |                               |                               |                               |                               |
| 3.                               | 21 maart 2024                 | Portugal – Zweden             | 5 – 2                         | Vriendschappelijk             | 90'                           |                               |
| 4.                               | 25 maart 2024                 | Zweden – Albanië              | 1 – 0                         | Vriendschappelijk             | 62'                           |                               |
| 5.                               | 5 juni 2024                   | Denemarken – Zweden           | 2 – 1                         | Vriendschappelijk             | -                             |                               |
| 6.                               | 8 juni 2024                   | Zweden – Servië               | 0 – 3                         | Vriendschappelijk             | -                             |                               |
| Totaal                           | Totaal                        | Totaal                        | Totaal                        | Totaal                        | 3                             |                               |

Bijgewerkt tot 25 maart 2024

## Erelijst
| Competitie         |                 |                 |                 |                 |
| Competitie         | Aantal          | Jaren           |                 |                 |
| Wehen Wiesbaden    | Wehen Wiesbaden | Wehen Wiesbaden | Wehen Wiesbaden | Wehen Wiesbaden |
| ------------------ | --------------- | --------------- | --------------- | --------------- |
| Landespokal Hessen | 1x              | 2020/21         |                 |                 |
| Union Sint-Gillis  |                 |                 |                 |                 |
| Beker van België   | 1×              | 2023/24         |                 |                 |